# Dolichiscus ludmilae
Dolichiscus ludmilae is een pissebed uit de familie Austrarcturellidae. De wetenschappelijke naam van de soort is voor het eerst geldig gepubliceerd in 2001 door Kussakin & Vasina.